# Idahoa scapigera
Idahoa scapigera är en korsblommig växtart som först beskrevs av William Jackson Hooker, och fick sitt nu gällande namn av Aven Nelson och James Francis Macbride. Idahoa scapigera ingår i släktet Idahoa och familjen korsblommiga växter. Inga underarter finns listade i Catalogue of Life.

## Bildgalleri

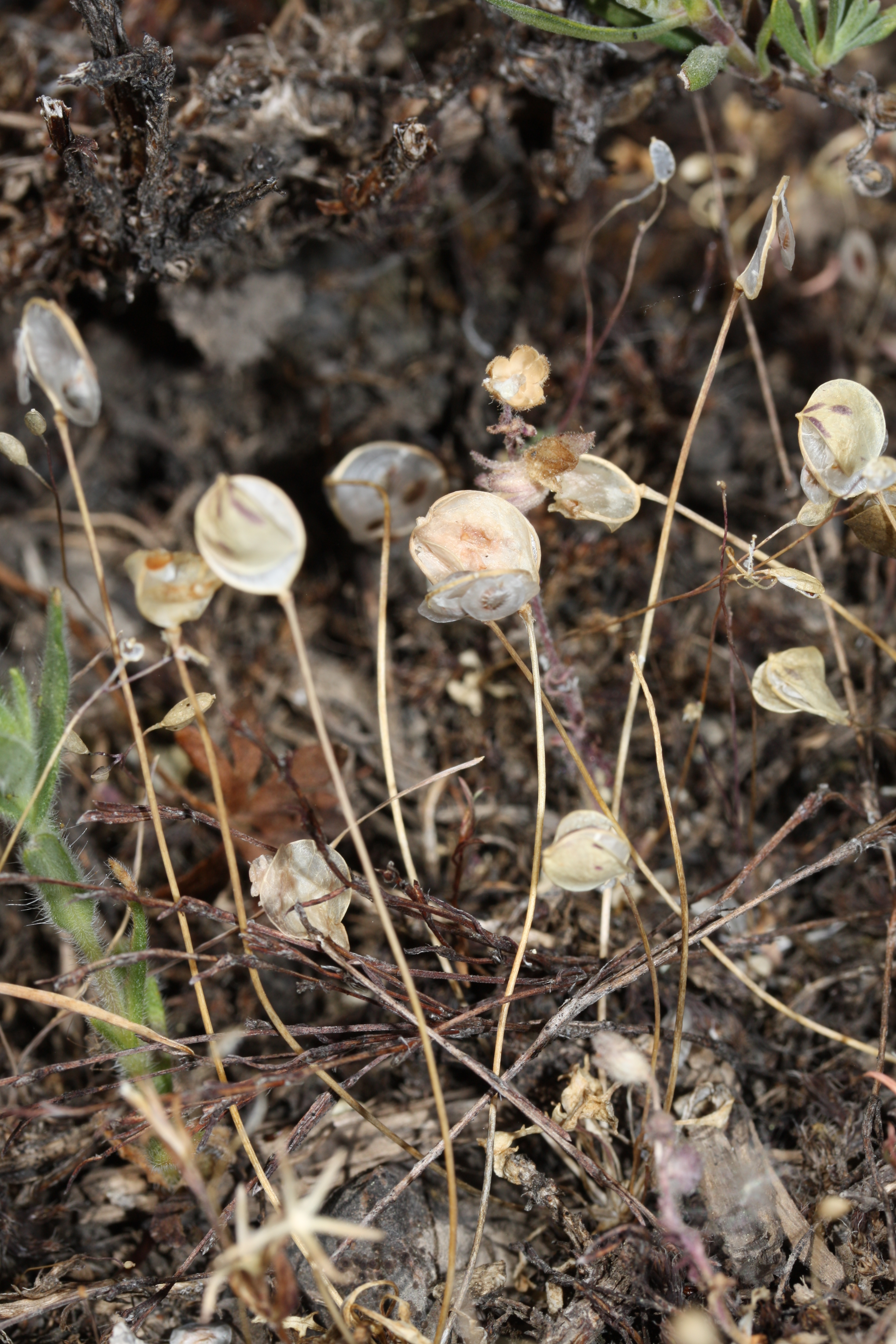
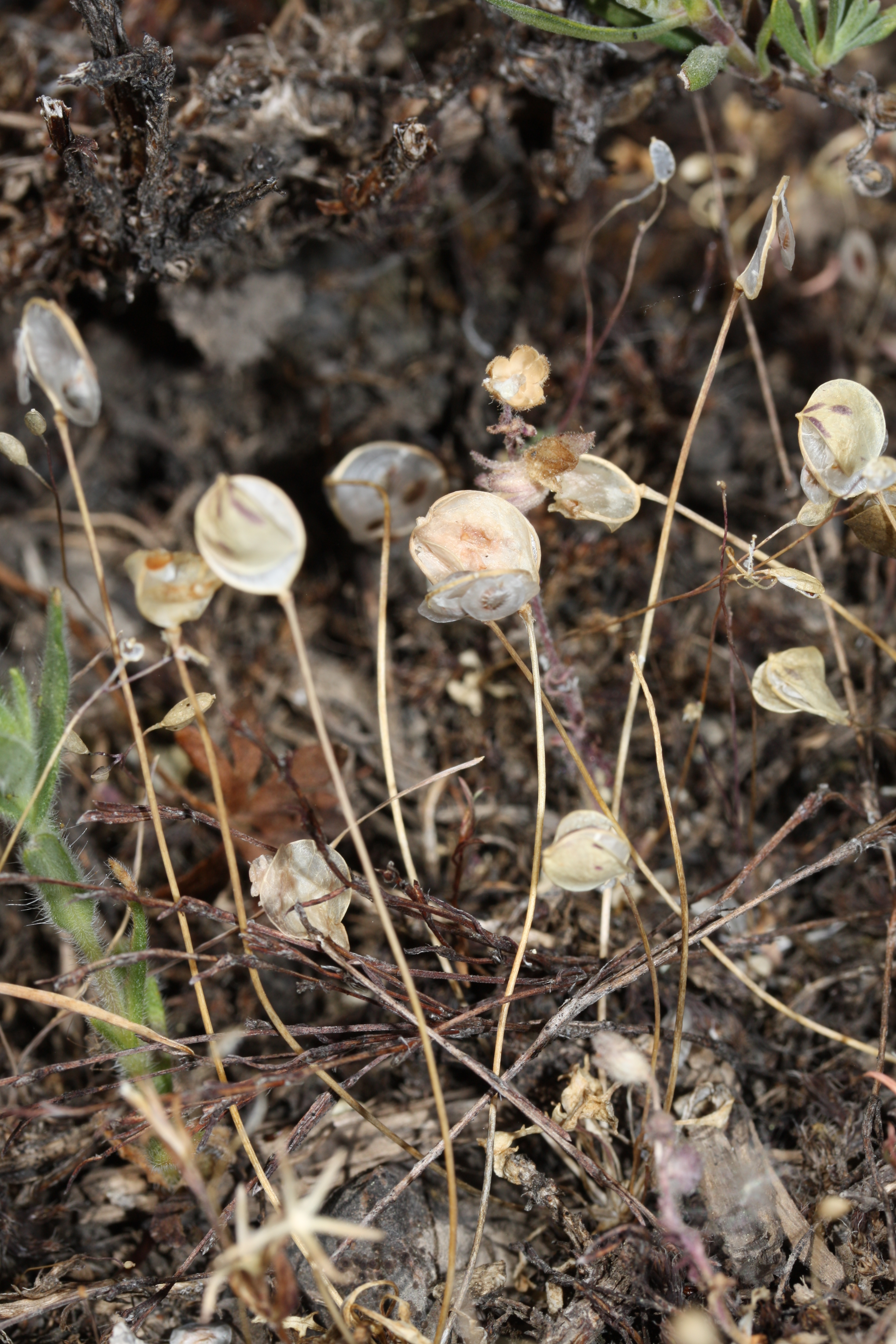
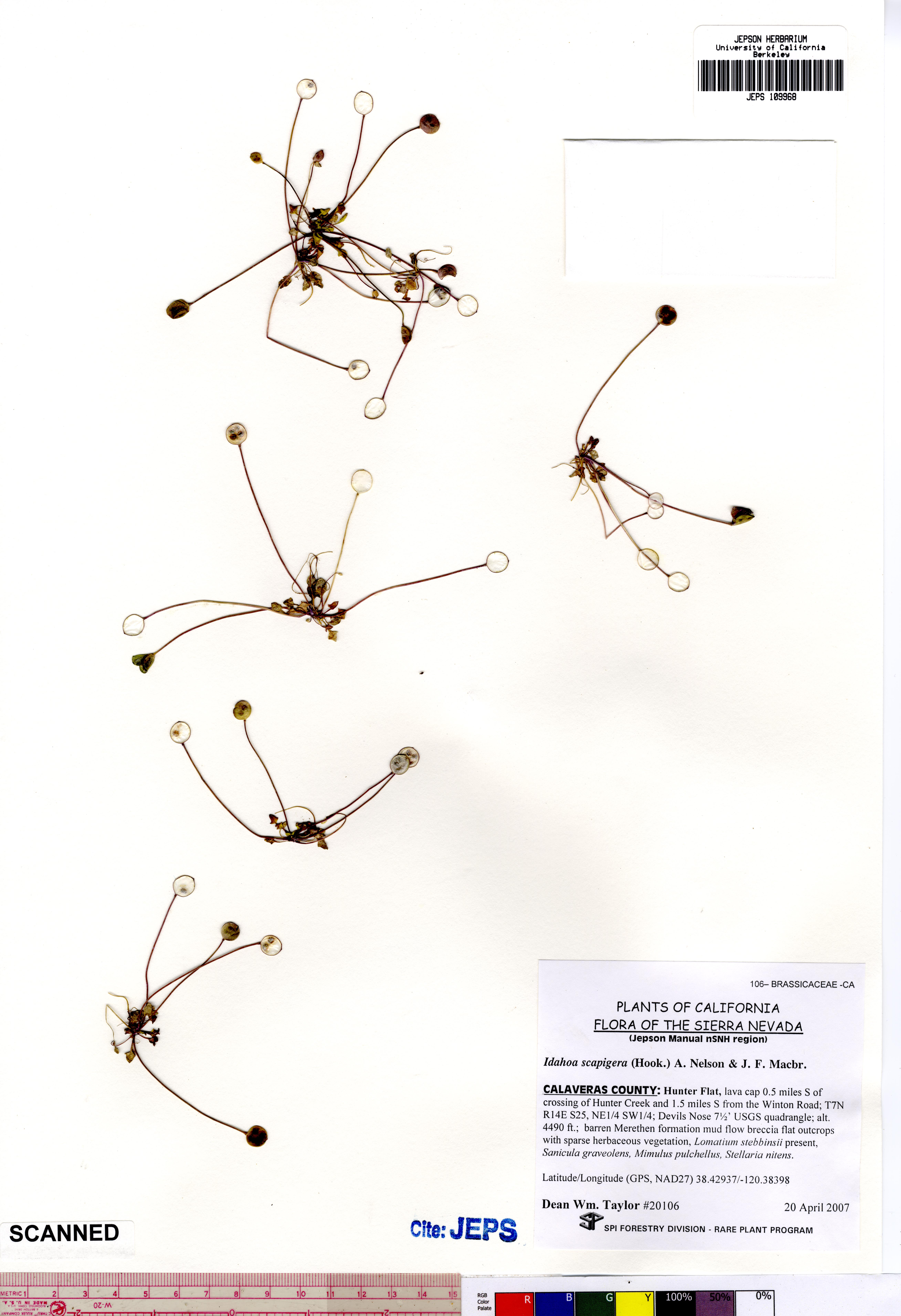